# Ketton
Ketton is een civil parish in het bestuurlijke gebied Rutland, in het Engelse graafschap Rutland met 1926 inwoners.